# Полевой (Белгородская область)
Полевой — посёлок в Новооскольском районе Белгородской области. Входит в состав Богородского сельского поселения.

## География
Находится в северо-восточной части региона, в лесостепной зоне, в пределах юго-западных отрогов Орловско-Курского плато Среднерусской возвышенности, в 4 км от федеральной автотрассы М2..

### Климат
Климат характеризуется как умеренно континентальный, с относительно мягкой зимой и тёплым продолжительным летом. Среднегодовая температура воздуха — 6,1 °C. Средняя температура воздуха самого холодного месяца (января) — −8,3 °C (абсолютный минимум — −36 °C); самого тёплого месяца (июля) — 20,4 °C (абсолютный максимум — 38 °C). Годовое количество атмосферных осадков составляет 504 мм, из которых 350 мм выпадает в период с апреля по октябрь.

## История
В 1968 г. Указом президиума ВС РСФСР посёлок Великомихайловского отделения Новооскольского племптицезавода переименован в Полевой.

## Население
| 2002 | 2010 |
| ---- | ---- |
| 315  | ↘275 |

## Инфраструктура
Основа экономики — Великомихайловское отделение Новооскольского племптицезавода.

## Транспорт
Полевой доступен автотранспортом по региональной автодороге 14Н-510. Остановка общественного транспорта «Полевой».